# Dong Thap
Dong Thap (vietnamita: Đồng Tháp) é uma província do Vietnã.